# NGC 1963
NGC 1963 (другое обозначение — ESO 363-SC5) — рассеянное скопление в созвездии Голубя. Открыто Джоном Гершелем в 1835 году. Скопление удалено на 1,7 кпк от Земли, его возраст составляет около 130 миллионов лет. Поверхностная плотность звёзд в скоплении лишь ненамного превышает таковую на фоне, поэтому его трудно обнаружить прямым наблюдением.
Иногда название NGC 1963 ошибочно относят к галактике IC 2135 (она же — IC 2136), расположенной на небе поблизости. Такая ошибка закрепилась после её появления в каталогах PGC и RC3.
Этот объект входит в число перечисленных в оригинальной редакции «Нового общего каталога».